# Pakistan Cricket Board
Il Pakistan Cricket Board (indicato spesso anche con l'acronimo PCB) è la federazione nazionale pakistana del gioco del cricket.

## Storia
Il Pakistan Cricket Board fu fondato il 1 maggio 1948 con il nome di Cricket Control Board of Pakistan. e subito ribattezzato Board of Control for Cricket in Pakistan or B.C.C.P.

## Competizioni
Il Pakistan Cricket Board organizza le seguenti competizioni:
- Quaid-i-Azam Trophy
- Haier T20 Cup
- Haier Super 8 T20 Cup
- Pakistan Super League
- Pakistan Champions Cricket League